# Fabrizio Curcio
Fabrizio Curcio (Roma, 24 novembre 1966) è un dirigente pubblico e vigile del fuoco italiano, capo del Dipartimento della Protezione Civile dal 2015 al 2017 e nuovamente dal 2021 al luglio 2024. Sostituito dal Governo Meloni, su informativa del ministro Nello Musumeci, con Fabio Ciciliano il 22 luglio 2024.
Il 25 novembre 2024 viene nominato Capo Dipartimento dell’amministrazione generale, del personale e dei servizi del Ministero dell’economia e delle finanze dal Consiglio dei Ministri Viene proposto come commissario straordinario ai territori alluvionati nel 2023/24

## Biografia
Nato a Roma nel 1966, si è laureato in ingegneria presso l'Università di Roma "La Sapienza" e ha successivamente conseguito due master: sulla Protezione Civile Europea (in inglese) e sulla Sicurezza e Protezione.

### Carriera
Ha affrontato le prime emergenze da funzionario del Corpo nazionale dei vigili del fuoco. In tale veste ha fatto parte della colonna mobile che ha affrontato l'emergenza causata dal terremoto di Umbria e Marche del 1997. Ha poi coordinato i vigili del fuoco impegnati nel Giubileo del 2000 e nel vertice Russia- NATO del 2002 a Pratica di Mare.
Distaccato presso la Presidenza del Consiglio dei ministri, approda alla Protezione Civile nel 2007, chiamato da Guido Bertolaso a dirigerne la segreteria. Dall'anno seguente è a capo della Sezione di Gestione delle Emergenze, tra le quali si annoverano l'alluvione di Messina e quelle in Liguria e Toscana, il terremoto dell'Aquila del 2009 e quello in Emilia e la rimozione della Costa Concordia.
Dal 3 aprile 2015 è il Capo Dipartimento della Protezione Civile, in sostituzione di Franco Gabrielli, nominato prefetto di Roma. L'8 agosto 2017 ha dato le dimissioni per motivi personali, al suo posto il presidente del consiglio dei ministri Gentiloni nomina Angelo Borrelli (già Vice Capo Dipartimento).
Da ottobre 2019 è capo dipartimento di "Casa Italia".
Il 26 febbraio 2021 viene nuovamente nominato Capo del Dipartimento della Protezione Civile dal governo Draghi, alla scadenza del mandato di Angelo Borrelli. Il 22 luglio 2024 viene annunciata, dal Governo Meloni, la sua sostituzione a capo della Protezione Civile con il conferimento dell'incarico al Dott. Fabio Ciciliano.